# Molophilus (Lyriomolophilus) bickeli
Molophilus (Lyriomolophilus) bickeli is een tweevleugelige uit de familie steltmuggen (Limoniidae). De soort komt voor in het Australaziatisch gebied.